# Nature Reviews Clinical Oncology
Nature Reviews Clinical Oncology è una rivista scientifica mensile sottoposta a revisione paritaria e pubblicata dalla Nature Portfolio. Precedentemente, si chiamava Nature Clinical Practice Oncology ed ha assunto la denominazione attuale nell'aprile 2009. Nature Reviews Clinical Oncology è una delle otto riviste della Nature Portfolio che pubblicano articoli di revisione clinica. Tratta gli sviluppi della ricerca e la pratica clinica in oncologia. La caporedattrice è Diana Romero.

## Indicizzazione
Gli abstract e gli articoli sono indicizzati da:
- PubMed/MEDLINE[3]
- Science Citation Index Expanded[4]
- Scopus[5]

Secondo il Journal Citation Reports, nel 2021 la rivista ha ricevuto un fattore di impatto pari a 65,011, collocandosi al 3º posto fra 245 titoli presenti nella categoria "Oncologia".